# Cornelis Johannes van Bemmel Suijck
Cornelis Johannes van Bemmel Suijck (Den Haag, 30 november 1839 – Laag-Keppel, 5 januari 1900) was een Nederlands predikant en auteur.

## Leven en werk
Van Bemmel Suijck was een zoon van apotheker Cornelis van Bemmel Suijck en Anna Agatha Johanna Roobol. Zijn vader overleed kort na zijn geboorte. Van Bemmel Suijck groeide op bij zijn moeder en grootmoeder in Rijswijk. Hij kreeg er vaderlijk advies van de buurman, de predikant Jungius. Na het gymnasium in Den Haag ging Van Bemmel Suijck in 1858 als student letteren en theologie naar de Leidse Universiteit. Hij schreef in zijn studietijd gedichten en droeg bij aan de Leidschen Studenten Almanak, de Christelijken Volksalmanak, Aurora en de Muzen-almanak ‘Vergeet-mij-niet’. In het jaar van zijn afstuderen publiceerde hij onder het pseudoniem Marius de tweedelige roman Vrouwenliefde en Vrouwenleed. 
Hij was korte tijd hulppredikant in Leersum en vervolgens predikant in Welsum (1865-1871), waar hij werd bevestigd door ds. Jungius uit Rijswijk. Hij trouwde in 1868 met In Leersum had hij Angelique Elise Calkoen (1847-1929) leren kennen, met wie hij in 1868 trouwde. In 1871 werd Van Bemmel Suijck predikant in Keppel, waar hij tot zijn overlijden zou blijven. Hij was onder meer betrokken bij de oprichting van een spaarbank, een naaischool en bewaarschool en een zang- en toneelvereniging. In 1872 publiceerde Van Bemmel Suijck onder eigen naam de tweedelige roman De Horse. Hij vertaalde daarnaast een aantal werken.

## Enkele publicaties
- 1864 – Vrouwenliefde en Vrouwenleed. Leiden: Van den Heuvell & van Santen
- 1872 – De Horse. Arnhem: D.A. Thieme.

- Biografisch Portaal: 07961059